# ニコラ・デポルテール
ニコラ・デポルテール（Nicolas Depoortère、2003年1月13日 - ）は、フランスのラグビーユニオン選手。トップ14のユニオン・ボルドー・ベグルに所属している。

## 経歴
2022年6月24日、U20フランス代表としてU20シックス・ネーションズのアイルランド戦に出場。翌2003年には、U20シックス・ネーションズとワールドラグビーU20チャンピオンシップに出場した。
2022年12月23日、ユニオン・ボルドー・ベグルでトップ14スタッド・ロシュレ戦に出場し、プロ公式戦デビュー。
2025年にフランス代表のニュージーランド遠征メンバーに選ばれ、2025年7月12日のニュージーランド代表戦に先発出場。代表初キャップを獲得した。